# Nagatachō (métro de Tokyo)
Nagatachō (永田町駅, Nagatachō-eki) est une station du métro de Tokyo sur les lignes Hanzōmon, Namboku et Yūrakuchō dans l'arrondissement de Chiyoda à Tokyo. Elle est exploitée par le Tokyo Metro.

## Situation sur le réseau
La station Nagatachō est située au point kilométrique (PK) 4,1 de la ligne Hanzōmon , au PK 6,6 de la ligne Namboku, et au PK 19,3 de la ligne Yūrakuchō.

## Histoire
La station a été inaugurée le 30 octobre 1974 sur la ligne Yūrakuchō. La ligne y arrive le 21 septembre 1979 et la ligne Namboku  le 30 septembre 1997.

## Services aux voyageurs

### Accès et accueil
La station est ouverte tous les jours.
En moyenne en 2015, 69 459 voyageurs ont fréquenté quotidiennement la station.

### Desserte
- Ligne Yūrakuchō :
  - voie 1 : direction Shin-Kiba
  - voie 2 : direction Kotake-Mukaihara (interconnexion avec la ligne Seibu Yūrakuchō pour Hannō) ou Wakōshi (interconnexion avec la ligne Tōbu Tōjō pour Shinrinkōen)
- Ligne Hanzōmon :
  - voie 3 : direction Shibuya (interconnexion avec la ligne Tōkyū Den-en-toshi pour Chūō-Rinkan)
  - voie 4 : direction Oshiage (interconnexion avec la ligne Tōbu Skytree pour Kuki et Minami-Kurihashi)
- Ligne Namboku :
  - voie 5 : direction Akabane-Iwabuchi (interconnexion avec la ligne Saitama Railway pour Urawa-Misono)
  - voie 6 : direction Meguro (interconnexion avec la ligne Tōkyū Meguro pour Hiyoshi)

### Intermodalité
La station est reliée par des passages souterrains à la station d'Akasaka-mitsuke où passent les lignes Ginza et Marunouchi.

## Lieux notables à proximité
- Diète du Japon
- Kantei (résidence officielle du Premier ministre du Japon)
- Japan Centre des Données historiques asiatiques (en)
- Bibliothèque nationale de la Diète
- Cour suprême du Japon